# Hoofdklasse schaken 1963/64
In het Hoofdklasse-seizoen 1963/64 streden acht teams van schaakverenigingen om het clubkampioenschap van Nederland. De Amsterdamsche Schaakclub won voor de tiende en laatste keer zijn geschiedenis het landskampioenschap.
Het VAS speelde met liefst drie teams in de Hoofdklasse, een unicum in de historie van de Nederlandse hoofdklasse. Het tweede en derde team eindigden echter onderaan en degradeerden.

## Eindstand[1]
| # | Team      | MP | BP  |
| - | --------- | -- | --- |
| 1 | ASC       | 12 | 42½ |
| 2 | DD        | 10 | 39½ |
| 3 | Philidor  | 10 | 39  |
| 4 | Rotterdam | 9  | 38  |
| 5 | VAS       | 6  | 35  |
| 6 | Eindhoven | 4  | 31  |
| 7 | VAS II    | 4  | 28½ |
| 8 | VAS III   | 1  | 26½ |

### Legenda
|  | Landskampioen |
|  | Degradant     |

Eerste klasse

1920/21 · 1921/22 · 1922/23 · 1923/24 · 1924/25 · 1925/26 · 1926/27 · 1927/28 · 1928/29 · 1929/30 · 1930/31 · 1931/32 · 1932/33 · 1933/34 · 1934/35 · 1935/36 · 1936/37 · 1937/38 · 1938/39 · 1939/40 · 1940/41 · 1941/42
Hoofdklasse

1942/43 · 1943/44 · 1944/45 · 1945/46 · 1946/47 · 1947/48 · 
1948/49 · 1949/50 · 1950/51 · 1951/52 · 1952/53 · 1953/54 · 1954/55 · 1955/56 · 1956/57 · 1957/58 · 1958/59 · 1959/60 · 1960/61 · 1961/62 · 1962/63 · 1963/64 · 1964/65 · 1965/66 · 1966/67 · 1967/68 · 1968/69 · 1969/70 · 1970/71 · 1971/72 · 1972/73 · 1973/74 · 1974/75 · 1975/76 · 1976/77 · 1977/78 · 1978/79 · 1979/80 · 1980/81 · 1981/82 · 1982/83 · 1983/84 · 1984/85 · 1985/86 · 1986/87 · 1987/88 · 1988/89 · 1990/91 · 1991/92 · 1992/93 · 1993/94 · 1994/95 · 1995/96
Meesterklasse

1996/97 · 1997/98 · 1998/99 · 1999/00 · 2000/01 · 2001/02 · 2002/03 · 2003/04 · 2004/05 · 2005/06 · 2006/07 · 2007/08 · 2008/09 · 2009/10 · 2010/11 · 2011/12 · 2012/13 · 2013/14 · 2014/15 · 2015/16 · 2016/17 · 2017/18· 2018/19 · 2019/20 · 2020/21 · 2021/22 · 2022/23 · 2023/24 · 2024/25